# Josi Meier
Josephine Johanna "Josi" Meier (31 de agosto de 1926, en Dagmersellen - 4 de noviembre de 2006, en Lucerna) fue una política y feminista suiza. Militante del Partido Popular Demócrata Cristiano de Suiza, fue una de las primeras mujeres en formar parte del Parlamento y la primera en presidir el Consejo de Estados de Suiza. Recibió el apodo de "Gran Dama" de la política.

## Biografía
Meier nació en 1926 en Dagmersellen en el cantón de Lucerna. Hija única, sus padres fueron Nicholas Meier, portero de hotel y más tarde conserje de banco, y Josi Kumschick, que antes de casarse había trabajado como camarera.  Asistió a la Universidad de Ginebra para estudiar Derecho y se convirtió en abogada en 1952. En Lucerna creó su propio bufete en el que ejerció hasta su fallecimiento. 
En el ejercicio de su profesión fue muy consciente de cómo el derecho matrimonial discriminaba a las mujeres y solicitó su renovación en el Parlamento. Estuvo siempre en contra de la desigualdad social y fue una firme defensora del sufragio femenino y de la participación de las mujeres en las instituciones políticas. En 1967 fue la única mujer, de un total de 9 miembros, en formar parte de la comisión Wahlen, encargada de revisar la constitución federal, uno de cuyos aspectos a tratar era la concesión del voto a la mujer, que en Suiza tuvo lugar en 1971. 

## Carrera política
Fue miembro del Partido Popular Demócrata Cristiano de Suiza. En 1971 fue votada en el Parlamento cantonal de Lucerna y posteriormente se convirtió en una de las primeras 11 mujeres elegidas para  el Consejo Nacional (la cámara baja de Suiza). Durante su mandato en esta institución, presidió la Comisión de Asuntos Exteriores y fue delegada ante el Consejo de Europa. En 1983, fue elegida para  el Consejo de Estados (el Senado de Suiza), convirtiéndose en 1991 en su primera presidenta, cargo que ocupó hasta 1992. Tres años después, en 1995, dejó el Consejo de Estados y se retiró de la política.
En el Parlamento Federal, se especializó en tres áreas: derecho, seguridad social y asuntos exteriores. Se la recuerda por su iniciativa parlamentaria para la armonización de los seguros sociales. En el ámbito de las relaciones exteriores, ocupó todos los cargos: presidenta de la Comisión de Política Exterior, presidenta de las delegaciones en la Asamblea Parlamentaria del Consejo de Europa, la Unión Interparlamentaria y la Asamblea Parlamentaria de la OSCE. De Pyongyang a Santiago de Chile, de Ottawa a Canberra, defendió la causa de la libertad de los pueblos con la misma fe.  
Siempre luchó por la igualdad de derechos entre hombres y mujeres y por una mayor partición femenina en las instituciones políticas, para lo que solicitaba la colaboración de los hombres, que, según ella, no podían permanecer ajenos a esta situación de desigualdad. En su primer discurso como presidenta del Consejo de Estados, ante un Parlamento con una  abrumadora presencia masculina, exigió el compromiso de los hombres con los derechos de las mujeres. 

### El lugar de las mujeres
Fue una excelente oradora e hizo gala de un gran sentido del humor. En el discurso que Josi Meier pronunció en 1991 como Consejera de Estado del CVP de Lucerna con motivo del 20 aniversario del sufragio femenino hizo reír a su auditorio simulando no haber entendido hasta ese momento qué querían decir los hombres con la frase "Las mujeres pertenecen a la casa". Con su característica ironía dijo: "Hace veinte años, la gente quería detenernos con el eslogan 'las mujeres pertenecen a la casa'. Pasaron años antes de que finalmente comprendiéramos esta oración. Ahora finalmente la hemos asimilado con la ayuda de la generación más joven. ¡Por supuesto que pertenecemos a la casa: a la del ayuntamiento, a la del Parlamento Federal!".
Con este discurso popularizó el eslogan Frauen gehören ins Haus!, Wählt frauen ins Rathaus, ins Bundeshaus (Las mujeres pertenecen a la casa, al ayuntamiento, al Parlamento federal), cuyo texto y cartel fueron creados por la artista gráfica de Lucerna Karin Willimann por encargo de un comité no partidista para impulsar la presencia de las mujeres en política en los comicios de 1991.
Otra de sus frases célebres tuvo lugar con motivo de la aceptación de un honor por parte de la ciudad de Lucerna en 1991. En esa ocasión dijo: “Hay personas que pueden pagar un yate o un caballo de carreras, yo puedo permitirme mi propia opinión, me cuesta más o menos lo mismo".
Meier murió en Lucerna el 4 de noviembre de 2006, una década después de que le diagnosticaran cáncer. Sus logros políticos le valieron el apodo de la "Gran Dama" de la política suiza. Recibió los doctorados honoríficos de la Universidad de Friburgo en 1991 y de la Universidad de Lucerna en 1994.  